# 89. sydlige breddekreds
Den 89. sydlige breddekreds (eller 89 grader sydlig bredde) er en breddekreds, der ligger 89 grader syd for ækvator. Den løber gennem Antarktis.